# Lestedo (La Coruña)
Lestedo (llamada oficialmente Santa María de Lestedo) es una parroquia y lugar español del municipio de Boqueijón, en la provincia de La Coruña, Galicia.

## Entidades de población
Entidades de población que forman parte de la parroquia:
- Picota (A Picota)
- Ardarís
- Cachosenande
- Cusanca
- Lestedo
- Milleirós
- Pazos
- Ramil
- Rubial
- Troitomil
- Vilar

## Demografía

### Parroquia
| Gráfica de evolución demográfica de Lestedo (parroquia) entre 2000 y 2018 |
|                                                                           |
| Datos según el nomenclátor publicado por el INE.                          |

### Lugar
| Gráfica de evolución demográfica de Lestedo (lugar) entre 2000 y 2018 |
|                                                                       |
| Datos según el nomenclátor publicado por el INE.                      |